# Kolsko (gmina)
Pour les articles homonymes, voir Kolsko.
Kolsko est une gmina rurale (gmina wiejska) de la powiat de Nowa Sól, dans la Voïvodie de Lubusz, dans l'ouest de la Pologne.
Son siège administratif (chef-lieu) est le village de Kolsko, qui se situe environ 24 kilomètres au nord-est de Nowa Sól (siège de la powiat) et 32 kilomètres à l'est de Zielona Góra (siège de la diétine régionale).
La gmina couvre une superficie de 80,57 kilomètres carrés pour une population de 3 272 habitants en 2006.

## Histoire
De 1975 à 1998, la gmina est attachée administrativement à la voïvodie de Zielona Góra.

Depuis 1999, elle fait partie de la voïvodie de Lubusz.

## Géographie
La gmina inclut les villages et localités de :

Plan de la gmina

- Głuszyca
- Jesiona
- Jesionka
- Karszynek
- Kolsko
- Konotop
- Lipka
- Marianki
- Mesze
- Sławocin
- Strumianki
- Strumiany
- Święte
- Tatarki
- Tyrszeliny
- Uście
- Zacisze

### Gminy voisines
La gmina de Kolsko est voisine des gminy suivantes :
- Bojadła
- Kargowa
- Nowa Sól
- Sława
- Wolsztyn

## Structure du terrain
D'après les données de 2006, la superficie de la commune de Kolsko est de 80,57 kilomètres carrés, répartis comme telle :
- terres agricoles : 44%
- forêts : 45%

La commune représente 10,46% de la superficie du powiat.

## Démographie
Données du 30 juin 2004:
| Description        | Total  | Total | Femmes | Femmes | Hommes | Hommes |
| ------------------ | ------ | ----- | ------ | ------ | ------ | ------ |
| Unité              | Nombre | %     | Nombre | %      | Nombre | %      |
| Population         | 3 235  | 100   | 1 643  | 50,8   | 1 592  | 49,2   |
| Densité (hab./km²) | 40,2   | 40,2  | 20,4   | 20,4   | 19,8   | 19,8   |